# Provenchères-lès-Darney
Provenchères-lès-Darney település Franciaországban, Vosges megyében. Lakosainak száma 144 fő (2022. január 1.). Provenchères-lès-Darney Bleurville, Lignéville, Nonville, Relanges, Saint-Baslemont és Viviers-le-Gras községekkel határos.

## Népesség
A település népességének változása:
| Lakosok száma | 178  | 162  | 167  | 159  | 158  | 153  | 149  | 147  | 144  |
|               | 2013 | 2015 | 2016 | 2017 | 2018 | 2019 | 2020 | 2021 | 2022 |